# Fatih Karagümrük SK
A Fatih Karagümrük Spor Kulübü egy török sportegyesület Isztambul városában, Fatih kerületben a Karagümrük városrészen.

## Története
1926-ban alapították és Arnavut Fevzi Efendi volt az első elnöke a klubnak, majd tagjai voltak az 1959-ben alapított Nemzeti Ligának. 2009-ben csődöt jelentettek és újra az alapoktól indultak az amatőr ligából. 2018-ban Süleyman Hurma lett az új tulajdonos és elnök a csapatnak. 42 játékos érkezett és 38 labdarúgó távozott. A 2018–19-es idény végén a második helyen végzett a klub, rájátszást megnyerve jutottak fel a másodosztályba. A következő évben ismét rájátszásban jutottak fel, immár az élvonalba.

## Sikerlista
- Török másodosztály:
  - Bajnok (1): 1982–83

- Török harmadosztály:
  - Bajnok (1): 2003-04

- Török negyedosztály:
  - Bajnok (2): 1988–89, 2001–02

## Keret

### Jelenlegi keret
2023. március 5-i állapotnak megfelelően.
| #  |     | Poszt | Név                                                  |
| -- | --- | ----- | ---------------------------------------------------- |
| 1  | TUR | K     | Batuhan Şen (kölcsönben a Galatasaray csapatától)    |
| 2  | ITA | K     | Emiliano Viviano                                     |
| 3  | TUR | V     | Emir Tintiş                                          |
| 4  | ITA | V     | Davide Biraschi (kölcsönben a Genoa csapatától)      |
| 5  | KOS | V     | Ibrahim Drešević                                     |
| 6  | POR | V     | Bruno Rodrigues (kölcsönben a Braga csapatától)      |
| 7  | GEO | CS    | Saba Lobzhanidze (kölcsönben a Hatayspor csapatától) |
| 8  | ITA | KP    | Matteo Ricci (kölcsönben a Frosinone csapatától)     |
| 9  | SEN | CS    | Mbaye Diagne                                         |
| 11 | TUR | KP    | Kerim Frei                                           |
| 13 | TUR | CS    | Colin Kazim-Richards                                 |
| 14 | TUR | KP    | Efe Tatlı                                            |
| 16 | ITA | CS    | Fabio Borini                                         |
| 17 | TUR | KP    | Samed Onur                                           |
| 18 | GER | KP    | Levent Mercan                                        |

| #  |     | Poszt | Név                                                |
| -- | --- | ----- | -------------------------------------------------- |
| 19 | GAM | CS    | Ebrima Colley (kölcsönben a Atalanta csapatától)   |
| 22 | TUR | KP    | Burak Kapacak (kölcsönben a Fenerbahçe csapatától) |
| 23 | TUR | K     | Cem Kablan                                         |
| 24 | NGA | KP    | Lawrence Nicholas                                  |
| 25 | TUR | KP    | Fatih Kurnaz                                       |
| 27 | RUS | KP    | Magomed Ozdoyev                                    |
| 29 | UZB | KP    | Otabek Shukurov                                    |
| 33 | SRB | KP    | Adem Ljajić                                        |
| 37 | TUR | V     | Efecan Mızrakcı                                    |
| 54 | TUR | V     | Salih Dursun                                       |
| 77 | BEL | KP    | Adnan Ugur                                         |
| 89 | ALG | KP    | Szofiane Feguli                                    |
| 91 | ITA | KP    | Andrea Bertolacci                                  |
| 99 | ITA | V     | Rayyan Baniya                                      |
|    | NED | CS    | Brahim Darri                                       |

### Kölcsönben
| # |     | Poszt | Név                                          |
| - | --- | ----- | -------------------------------------------- |
|   | TUR | V     | Emir Yazıcı (a Niğde Anadolu csapatánál)     |
|   | TUR | KP    | Berke Demircan (az Isparta 32 SK csapatánál) |

| # |     | Poszt | Név                                                |
| - | --- | ----- | -------------------------------------------------- |
|   | TUR | KP    | Ömer Gümüş (a Vanspor csapatánál)                  |
|   | TUR | KP    | Egemen Pehlivan (a Sapanca Gençlikspor csapatánál) |